# Agglomerat (Mikrobiologie)
Agglomerat (lat.: agglomerare – zusammenballen, anhäufen) nennt man in der Mikrobiologie eine mehr oder weniger verfestigte Anhäufung von Mikroorganismen zu einem Verbund.

## Mikrobielle Agglomerate
Bei der Zusammenballung von Mikroorganismen, wie Bakterien, einzellige Pilze oder auch einzellige Tiere (Protozoen) wird von mikrobiellen Agglomeraten oder auch Aggregaten gesprochen. Die Agglomeration erfolgt gewöhnlich durch das Anheften an oder durch einen Einschluss in einem sogenannten mikrobiellen Biofilm, aber auch über direkte Zellkontakte und hydrophobe Wechselwirkungen anhand von Oberflächenstrukturen auf der Zellwand oder der Zellmembran der Mikroorganismen.  Diese mikrobiellen Agglomerate bilden sich an Oberflächen oder können im Wasser treibend in Form von Flocken auftreten.